# Морщинки
«Морщинки» (исп. Arrugas) — испанский полнометражный мультфильм режиссёра Игнасио Феррераса, основанный на комиксе Пако Рока. Работа над лентой проходила зимой 2010 и летом 2011 года, её бюджет составил 2 млн евро. Премьера фильма состоялась на 59-м кинофестивале в Сан-Себастьяне 19 сентября 2011 года. Мультфильм получил премию «Гойя» за лучший анимационный фильм.

## Сюжет
Главный герой фильма Эмилио, бывший директор регионального отделения банка, отправлен семьёй своего сына в дом престарелых. У Эмилио — ранняя стадия болезни Альцмейгера. Здесь его другом становится сосед по комнате Мигель, у которого нет родных. Предприимчивый Мигель находится в здравом уме. Прогрессирующая болезнь Эмилио угрожает его переводу на верхний этаж, к совсем безнадёжным.

## Награды и номинации
| Премия                          | Категория                                | Лауреаты и номинанты                                            | Итог      |
| ------------------------------- | ---------------------------------------- | --------------------------------------------------------------- | --------- |
| Премия Энни                     | Лучший анимационный полнометражный фильм |                                                                 | Номинация |
| Премия Гойя                     | Лучший адаптированный сценарий           | Пако Рока, Игнасио Феррерас, Розанна Чеккини, Анхель де ла Крус | Победа    |
| Премия Гойя                     | Лучший мультипликационный фильм          |                                                                 | Победа    |
| Премия Европейской киноакадемии | Лучший анимационный полнометражный фильм |                                                                 | Номинация |
| Фестиваль в Анси                | специальное упоминание                   |                                                                 | Победа    |